# فرهنگ سازندگان

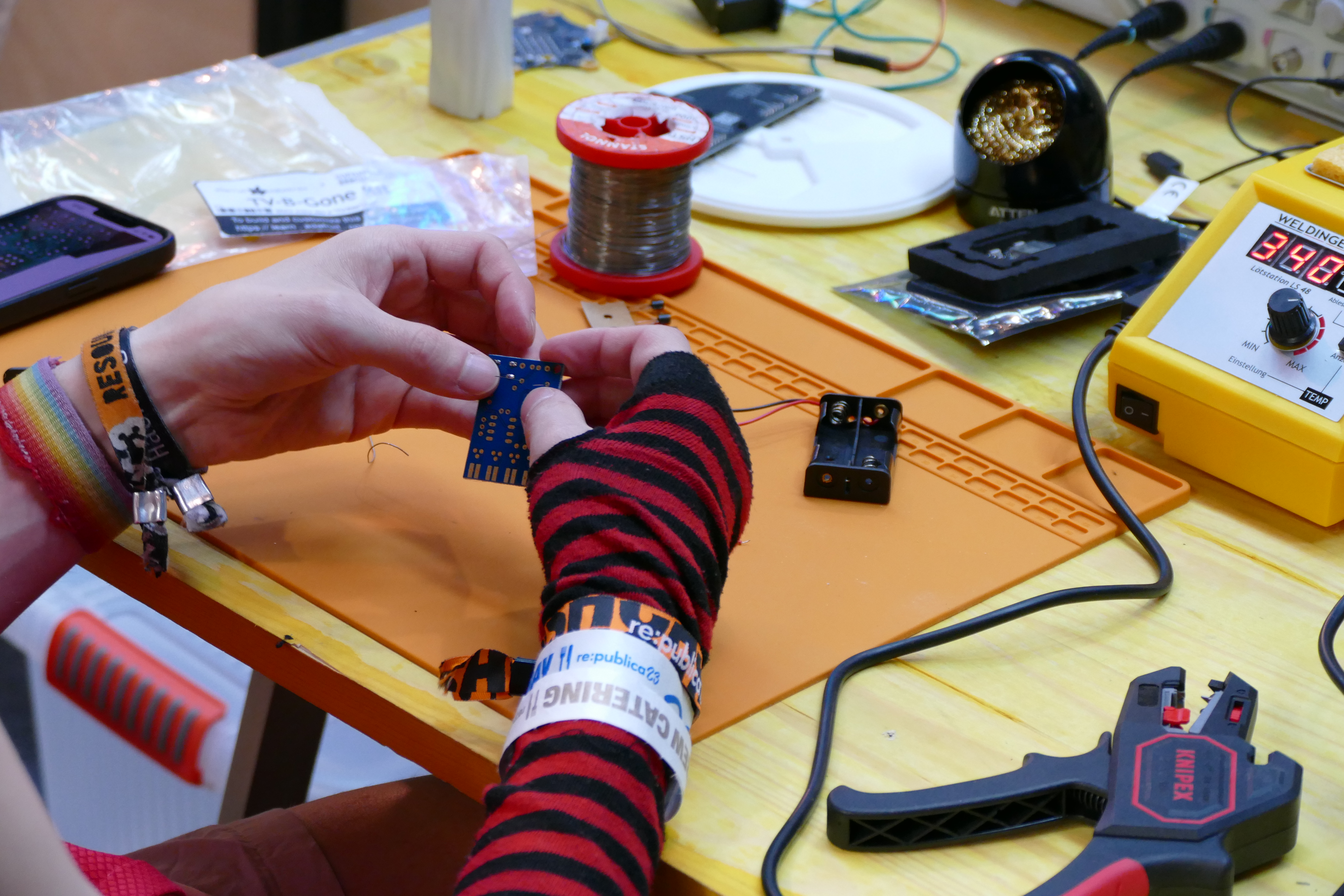
شخصی که روی یک برد مدار چاپی کار می‌کند

فرهنگ سازندگان (انگلیسی: Maker culture) یک خرده‌فرهنگ معاصر است که نشان‌دهنده توسعه مبتنی بر فناوری خودت انجام بده است که با بخش‌های سخت‌افزاری فرهنگ رخنه‌گر تلاقی می‌کند و از ایجاد دستگاه‌های جدید و همچنین سرهم‌کردن با دستگاه‌های موجود لذت می‌برد. فرهنگ سازندگان به‌طور کلی از سخت‌افزار متن‌باز پشتیبانی می‌کند. علایق معمولی که علاقمندان به فرهنگ سازندگان از آن لذت می‌برند شامل فعالیت‌های مهندسی‌محور مانند الکترونیک، رباتیک، چاپ سه‌بعدی و استفاده از ابزارهای کنترل عددی کامپیوتری، و همچنین فعالیت‌های سنتی‌تر مانند فلزکاری، نجاری، هنرهای سنتی و صنایع دستی است.
خرده‌فرهنگ بر رویکرد برش و چسباندن (cut-and-paste) در فناوری‌های سرگرمی تأکید می‌کند، برای مثال استفاده مجدد از کتاب‌های آشپزی از طرح‌های منتشرشده در وب‌سایت‌ها و نشریات سازنده‌محور را تشویق می‌کند. تمرکز زیادی بر استفاده و یادگیری مهارت‌های عملی و به‌کارگیری آنها در طرح‌های مرجع وجود دارد. همچنین کار رو به رشدی در مورد هکراسپیس وجود دارد.

## تأکید فلسفی

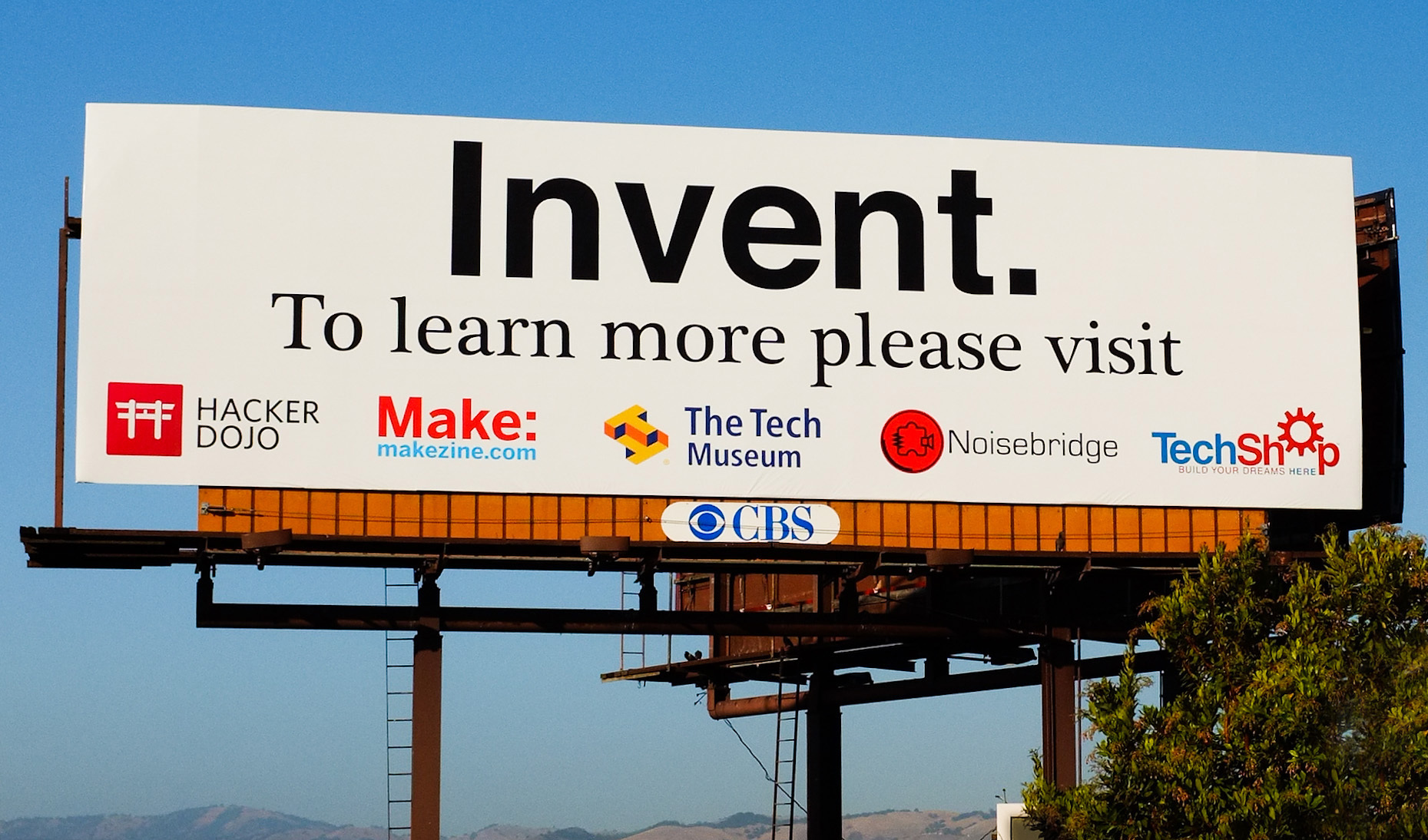
یک بیلبورد در سیلیکون‌ولی که هکراسپیس را تبلیغ می‌کند و بیننده را تشویق می‌ند تا «نوآوری» کند.

فرهنگ سازندگان بر یادگیری از طریق انجام (یادگیری فعال) در یک محیط اجتماعی تأکید دارد. فرهنگ سازندگان بر یادگیری غیررسمی، شبکه‌ای، همتا و مشترک با انگیزه سرگرمی و خودشکوفایی تأکید دارد. فرهنگ سازندگان، کاربردهای جدید فناوری‌ها و کاوش در تقاطع‌ها بین حوزه‌ها و روش‌های کار به‌طور سنتی مجزا از جمله فلزکاری، خوشنویسی، فیلم‌سازی و برنامه‌نویسی رایانه را تشویق می‌کند. تعامل جامعه و اشتراک دانش اغلب از طریق فناوری‌های شبکه‌ای انجام می‌شود، با وب‌سایت‌ها و ابزارهای رسانه‌های اجتماعی که اساس منابع دانش و کانالی مرکزی برای اشتراک‌گذاری اطلاعات و تبادل ایده‌ها را تشکیل می‌دهند و از طریق جلسات اجتماعی در فضاهای مشترک مانند هکراسپیس متمرکز می‌شوند. فرهنگ سازندگان، علاقه آموزگارانی را که نگران جدایی دانش‌آموزان از موضوعات علمی، فناوری، مهندسی و ریاضیات در محیط‌های آموزشی رسمی هستند، به خود جلب کرده است. به نظر می‌رسد که فرهنگ سازندگان این پتانسیل را دارد که به رویکرد مشارکتی‌تر کمک کند و مسیرهای جدیدی را برای موضوعاتی ایجاد کند که آن‌ها را زنده‌تر و مرتبط‌تر با یادگیرندگان کند.
برخی می‌گویند که جنبش سازنده واکنشی به ارزش‌زدایی از اکتشاف فیزیکی و احساس فزاینده قطع ارتباط با دنیای فیزیکی در شهرهای مدرن است. بسیاری از محصولات تولیدشده توسط جوامع سازندگان تمرکز بر سلامت (غذا)، توسعه پایدار، محیط زیست و فرهنگ محلی دارند و از این منظر نیز می‌توان به‌عنوان پاسخی منفی به وسایل دورریختنی، تولید انبوه، قدرت فروشگاه‌های زنجیره‌ای، شرکت‌های چندملیتی و مصرف‌گرایی تلقی کرد.
در واکنش به ظهور فرهنگ سازندگان، باراک اوباما متعهد شد که چندین مرکز تحقیق و توسعه ملی را به روی عموم باز کند.
روش‌های ساخت دیجیتال - که قبلاً حوزه انحصاری مؤسسات بود - به‌دنبال یک پیشرفت منطقی و اقتصادی مشابه با گذار از رایانه‌های کوچک به رایانه‌های شخصی در انقلاب میکرو رایانه‌ای در دهه ۱۹۷۰، ساخت را در مقیاس شخصی در دسترس قرار داده است. در سال ۲۰۰۵، دیل دوگرتی مجله میک را برای خدمت به جامعه رو به رشد راه‌اندازی کرد و به دنبال آن میکر فیر در سال ۲۰۰۶ راه‌اندازی شد. این اصطلاح که توسط دوگرتی ابداع شد، بر اساس تعداد روزافزون افرادی که می‌خواهند به جای خرید چیزی بسازند، به یک صنعت کامل تبدیل شد.
در درجه اول با ظهور چاپ سه‌بعدی رپ‌رپ برای ساخت نمونه‌های اولیه، کاهش هزینه و پذیرش قلمروهای جدیدی از نوآوری را باز کرده است. از آن‌جایی که ساختن فقط یک کالا برای نمونه‌سازی مقرون به صرفه شده است، این رویکرد را می‌توان به‌عنوان سازندگی شخصی برای «بازار یک نفر» به تصویر کشید.

## نقدها
جنبش سازندگان در مواقعی مورد انتقاد قرار گرفته است که به اهداف خود در فراگیری و دموکراتیزه شدن دست نیافته است. اوگنی موروزوف در نیویورکر، پتانسیل جنبش برای برهم زدن یا دموکراتیک کردن نوآوری را به چالش می‌کشد. برخی دیگر از جنبش سازندگان انتقاد می‌کنند که حتی یک جنبش نیست، و معتقدند که ریاکاری بنیادین دامنه و تأثیر، هر جنبه‌ای از «جنبش» را محدود می‌کند.